# Urretxu
Urretxu en basque ou Villarreal de Urrechua en espagnol est une commune du Guipuscoa dans la communauté autonome du Pays basque en Espagne.

## Toponymie
L'origine étymologique d'Urrechua est incertaine. L'hypothèse la plus répandue est celle qui considère que le nom dérive du basque et signifie quelque chose semblable au noisetier, c'est-à-dire qui est un phytonyme dérivé hurr et (e) itz (noisetier en basque), le suffixe abondanciol -tsu et l'article -a (hurreitz + tsu + a). Comme il se produit dans beaucoup de toponymes basques finissant en A, représentant l'article en basque, il est perdu généralement, c'est la raison pour laquelle il est tellement habituel d'utiliser Urrechu au lieu de Urrechua.
On a également mis en rapport le nom du village avec d'autres mots basques comme ur (eau) ou urre (or).
Le toponyme Urrechua est antérieur à la fondation de la ville. Par la Carta Puebla du roi Jean Ier de Castille en 1383, on peut y lire qu'il donne "licence" pour peupler ville dans nos terres d'Urrechua… et nous savons pour bien qu'il y a le nom de Villarreal. Le nom de Villarreal est typique des fondations médiévales et fait allusion à la condition de realengo  de ville.
Pendant des siècles le nom officiel de la localité a été Villarreal, tandis qu'il a communément continué à être connu par son ancien nom d'Urrechu/Urrechua. En 1916 la Real Sociedad Geográfica a changé le nom officiel de la localité par Villarreal d'Urrechu, pour éviter qu'elle soit homonyme avec d'autres localités de nom Villarreal existants en Espagne. Pendant les années 1916-80 il a été aussi connu comme Villarreal d'Urrechua.
En 1979 la mairie a adopté la dénomination officielle d'Urretxu, transcription de la variante Urrechu, en accord avec les normes orthographiques modernes de la langue basque. Celle-ci est actuellement la dénomination officielle et plus commune de la municipalité.

## Histoire
La première référence historique fait le compte rendu du documentaire de Villarreal d'Urrechua n'est autre que celle correspondant à la concession par le Roi Jean Ier de Castille dans le cartulaire constitutif de la ville, accordée le 3 octobre 1383. De là lui est venu le nom de Villa Real.
Avant la fondation, il existait dans celles appelées les « terres d'Urrechua », un règlement humain dispersé situé très probablement autour de l'ermitage de Santa Bárbara. Ces habitants, soumis chaque fois à davantage de harcèlement des seigneurs féodaux, sollicitent au Roi la possibilité de fonder une Villa. Celle-ci entraînerait des privilèges fiscaux et de défense, outre de plus grandes possibilités d'augmentation du commerce. Dans le cartulaire le Roi leur donne en outre la faculté de distribuer les lots à construire dans les noyaux qu'eux-mêmes décideront, et dont le schéma est encore conservé aujourd'hui à Villarreal d'Urrechua. Le développement de la population à travers les siècles n'a pas altéré les caractéristiques qui confèrent à la ville leur caractère médiéval. Le Roi Jean Ier leur accorde le territoire municipal avec description de ses limites, ainsi que le nom, qui comme ville de fondation réelle sera celui de Villa Real.
À cette villa aux privilèges royaux ont adhéré Zumarraga (1383) et Ezkioga (1385). Ces agrégations à Villarreal d'Urrechua s'ajoutent immédiatement l'opposition de la Villa de Segura, qui en alléguant des droits sur les collations Zumarraga et d'Ezkioga, plaide avec Urrechua. Le conflit se termine avec une sentence qui détermine que non seulement devront appartenir à Segura Zumarraga et Ezkioga, mais aussi la nouvelle Villa d'Urrechua. L'appel des urretxuarrak n'a pas été résolu puisque six années plus tard, en 1411, on casse définitivement la dépendance avec la Villa de Segura.
Peu à peu, Villarreal d'Urrechua commence à se former en tant que Villa avec une structure économique très homogène, basée le commerce (elle était bien située dans les infrastructures commerciales de l'époque) et dans l'agriculture et l'élevage. Est aussi remarquable l'activité forestière et alors l'industrie naissante du fer située dans les forges Mendiaraz, Irigon et de Guerra. Cette nouvelle industrie fera changer le nom de la rivière, qui jusqu'alors s'appelait Legazpia, on se mettra à l'appeler Urola (Ur = eau, Ola = forge).
Toutefois, et paradoxalement, ce sera cette même situation stratégique qui va empêcher le développement économique de la ville : étant un passage obligé des rois, bataillons,… etc. Elle a obligation de les accueillir sur le compte du trésor public, avec les frais qu'il génère. Si à cela nous ajoutons les nombreux malheurs naturels qui détruisent Villarreal d'Urrechua, aux XVIe et XVIIè siècles et qui sont une constante à l'époque (incendies, pestes, et autres maladies), nous nous trouvons avec une accumulation de facteurs négatifs pour la population, dont les aspirations économiques, culturelles et sociales, commencent à être satisfaites hors de la Villa.
L'émigration vers l'Amérique se transforme en une voie logique de sortie et destin principal. On détecte aussi des déplacements d'habitants à la Cour. Certains parmi eux ont été célèbres dans le domaine de l'administration royale du XVIIe siècle et ont fondé leurs propres palais en ville: c'est le cas les Ipeñarrieta, Areizaga, Necolalde. Conséquence de tout cela, des familles urrechuarres acquièrent de plus en plus de prestige, et de cette population homogène sans à peine différenciation sociale, on passe à une population dans laquelle ces familles régiront presque avec exclusivité les destins de la commune.
Durant l'année 1658 il y a eu un grand incendie, qui a détruit une grande partie des logements et l'église paroissiale de Saint Martin de Tours, mais la ville est parvenu à se reconstituer.
Le XVIIIe siècle a observé une forte croissance dans la construction d'infrastructures : on a construit le Camino Real qui unissait l'Alava avec la frontière d'Irun, en même temps qu'à Urrechua la casa de postas, depuis où on distribuait à le courrier.
Le XIXe siècle a été un siècle de guerres, lesquelles ont eu un effet très négatif sur les finances municipales, principalement la Guerra de l'Independencia et les Guerres Carlistes. Il a aussi été le siècle de la modernisation, par l'installation du chemin de fer qui a supposé la base du développement économique postérieure qu'éprouvera cette ville. Pendant ce siècle est né José Maria Iparraguirre, le célèbre auteur « de Gernikako Arbola », champ patriotique basque.
Le XXe siècle a apporté surtout l'industrialisation et l'augmentation de population, à partir de la décennie 50, conséquence de la forte immigration. Cette augmentation sans précédent a été celui qui a conditionné la structure urbaine, sociale et économique de la commune.
De nos jours, Urretxu peut être considérée comme une population urbaine, moderne, avec une industrie avancée et qualifiée, avec un secteur des services en hausse, avec des constructions urbaines indicatrices qui lui donnent un air de rénovation, de population du XXIe siècle. Toutefois, il n'a pas tourné le dos à son passé, son histoire, et il a su maintenir ses origines de ville médiévale, son patrimoine historique et ses traditions.

## Personnalités liées à la commune
- Juan de Aréizaga (XVIè): clérical et navigateur. Fut le capitaine de l'expédition de García Jofre de Loaísa. (*)
- Domingo de Mendiaraz (XVIè): sculpteur.
- Cristóbal de Ipeñarrieta (1556-1612): secrétaire particulier du roi Philippe III d'Espagne.
- Felipe de Aréizaga (1580-?): général qui se battit lors de la guerre des trente ans. Premier Baron d'Aréizaga.
- Juan de Necolalde (1588-?): secrétaire d'État et de la guerre de Flandres.
- Miguel de Necolalde (1590-?): "veedor" général de l'Armada. Fundateur du "mayorazgo de Necolalde".
- Francisco de Necolalde (1630-?): carmelite. Deviendra cardinal.
- Juan de Elormendi (XVIIè): franciscain. Fut provincial de l'ordre en Nouvelle-Espagne.
- Juan de Galdós (XVIIé): comptable et secrétaire du roi.
- Miguel de Ipeñarrieta (XVIIè): secrétaire du roi Philippe IV d'Espagne et membre du conseil de Hacienda.
- José Gabriel de Aréizaga (1680-1773): noble illustré. Fut un des fondateurs de la Real Compañía Guipuzcoana de Caracas.
- Gaspar de Jáuregui, El Pastor (1791-1844): guérillero qui lutta contre les français et deviendra général libéral.
- José Maria Iparraguirre (1820-1881): poète et musicien. Compositeur de Gernikako Arbola.
- Manuel Antonio Antía (1830-1894): prêtre et écrivain en langue basque.
- Antero Apaolaza (1845-1908): pharmacien et écrivain en langue basque.
- Jesús Larrañaga, Goyerri (1901-1942): dirigeant du Partido Comunista de Euskadi.
- Juan José Beláustegui (1869-1945): musicien, pianiste et musicologue. Une place du village porte son nom.
- Gaspar de Arabaolaza (1885-1959): compositeur, organiste et maitre de chapelle, qui développa son travail à Zamora.
- Cándido Izaguirre (1913-1967): lexicologue et dialectologue de la langue basque.
- Demetrio Iriarte (1889-1968): txistulari.
- Zenón Aramburu (1879-1969): jésuite. Fut évêque catholique de Wuhu en Chine (1936-1954).
- Gurutz Jauregi (1946): professeur d'université de Droit constitutionnel, journaliste (articles) et écrivain.
- José María Alemán Amundarain (1948): dessinateur et illustrateur.
- Félix Azurmendi (1950): prêtre. Est vicaire général du diocèse de San Sebastián.
- José María Yurrebaso (1955): cycliste professionnel de cyclo-cross. Fut plusieurs fois champion d'Espagne.
- Juan Luis Mendiaraz (1959): réalisateur de cinéma et acteur.
- Joseba Apaolaza (1960): acteur de cinéma, théâtre et télévision.
- Asier Otamendi (1971): bertsolari.
- Jon Maia (1972): bertsolari.
- Gorka Hermosa (1976): accordéoniste.

(*) Il n'est pas certain qu'il soit natif d'Urrechu ou de la localité côtière de Zumaia.

### Sources
- (es) Cet article est partiellement ou en totalité issu de l’article de Wikipédia en espagnol intitulé « Villarreal de Urrechua » (voir la liste des auteurs).